# Ischnocolus jickelii
Ischnocolus jickelii é uma espécie de aranha pertencente à família Theraphosidae (tarântulas).